# Брюховецький Володимир Петрович

Володи́мир Петро́вич Брюхове́цький (*4 грудня 1955, Новопсков, Луганська область, УРСР) — заслужений тренер України з баскетболу.
Народився 4 грудня 1955 р. у селищі Новопсков Луганської області.
Закінчив Київський інститут фізкультури.
Головний тренер команд: «Спартак» (Луганськ, 1994–1999 рр.), «Локомотив» (Мінеральні Води, Росія, 1999–2001 рр.,), «Том-Універсал» (Томськ, Росія, 2001–2002 рр.), «Хімік-2» (Південне, 2003–2005 рр.), «Політехніка» (Львів, 2005 р.), «Маріуполь» (2006 р.), «Одеса» (2006–2007 рр.). Із лютого 2008 р. очолює жіночу збірну України з баскетболу.
Досягнення: фіналіст Кубка СРСР 1990, бронзовий призер чемпіонату України 1993 (із луганським «Спартаком»), володар Кубка Росії 2000, бронзовий призер чемпіонату Росії 2001.